# Thomas G. Palaima
Thomas G. Palaima (* 6. Oktober 1951 in  Cleveland, Ohio) ist ein US-amerikanischer Altphilologe und Mykenologe.

## Leben
Nach einem Studium der Mathematik und der Altertumswissenschaft am Boston College, das er 1973 mit dem B.A. abschloss, wurde Palaima 1980 an der University of Wisconsin–Madison in Klassischer Philologie promoviert. Von 1985 bis 1990 war er Inhaber einer MacArthur Fellowship zur Erforschung der ägäischen Schriftsysteme. Er ist nunmehr Robert M. Armstrong Centennial Professor und Gründungsdirektor des Program in Aegean Scripts and Prehistory (PASP) in der Abteilung für Klassische Philologie an der University of Texas at Austin. 
Palaima arbeitet insbesondere zur Paläographie, zu Schriftsystemen und zur Verwendung von Linear B-Täfelchen in der Erforschung der griechischen Frühgeschichte.
1994 wurde Palaima mit einem Ehrendoktorat der Universität Uppsala ausgezeichnet. 2023 wurde er in die American Academy of Arts and Sciences gewählt.
Palaima hat auch zu vielen anderen Themen publiziert, in Gestalt von Buchrezensionen, zu Gewalt und Krieg, insbesondere zur Musik und zu Bob Dylan und zum Universitätssport.

## Schriften (Auswahl)
Monographien
- The Triple Invention of Writing in Cyprus and Written Sources for Cypriote History. (Annual Lecture 2004). The Anastasios G. Leventis Foundation 2005.
- mit E. Pope und F. Kent Reilly: Unlocking the Secrets of Ancient Writing: The Parallel Lives of Michael Ventris and Linda Scheele and the Decipherment of Mycenaean and Mayan Writing. Catalogue of an Exhibition Held at the Nettie Lee Benson Latin American Collection, March 9–August 1, 2000. Austin 2000.
- The Scribes of Pylos. (Incunabula Graeca 87). Rome 1988.

Herausgeberschaften
- Hrsg.: Aegean Seals, Sealings and Administrations. (Proceedings of the NEH-Dickson Conference of the Program in Aegean Scripts and Prehistory of the Department of Classics, University of Texas at Austin January 11–13, 1989; = Aegaeum, 5). Liège 1990.
- Hrsg., mit Cynthia W. Shelmerdine, Petar Hr. Ilievski: Studia Mycenaea (1988). (Ziva Antika Monographies No. 7) Skopje 1989.
- Hrsg., mit Yves Duhoux und John Bennet: Problems in Decipherment. (Bibliothèque des Cahiers de l'Institut de Linguistique de Louvain 49). Louvain-la-Neuve 1989.
- Hrsg., mit Jean-Pierre Olivier: Texts, Tablets and Scribes: Studies in Mycenaean Epigraphy and Economy in Honor of Emmett L. Bennett, Jr. (Minos Supplement 10). Salamanca 1988.
- Hrsg., mit Cynthia W. Shelmerdine: Pylos Comes Alive: Industry and Administration in a Mycenaean Palace. (Papers of a Symposium of the Archaeological Institute of America and Fordham University). New York, 1984.